# Центральное (Алтайский край)
Центра́льное — село в Родинском районе, Алтайский край, Россия. Административный центр Центрального сельсовета.

## География
Село Центральное находится на равнинной территории Кулундинской степи, возле реки Гривянская, левого притока реки Кучук.
Уличная сеть
В селе 12 улиц.
Расстояние до
- районного центра Родино: 25 км.
- краевого центра Барнаул: 257 км[3].

Ближайшие населенные пункты
Вознесенка 5 км, Красный Алтай 7 км, Пятков Лог 11 км, Малиновка, 17 км, Коминтерн 19 км, Кочки 19 км, Ярославцев Лог 21 км, Каяушка 21 км.
Климат
Климат умеренно континентальный: тёплое лето и морозная зима. Зима морозная и продолжительная, лето короткое. Самый жаркий месяц ― июль. Годовое количество атмосферных осадков 320 мм. В районе часто дуют ветра юго-западного направления, средняя годовая скорость ветра 4,5 м/сек. Повышение скорости ветра более 6 м/сек. сопровождаются летом пыльными бурями, зимой — метелями.
Транспорт
Село соединяет с районным, краевым центром и соседними населёнными пунктами сеть региональных дорог и трасса Барнаул — Алейск — Павлодар. Ближайшая железнодорожная станция находится в Новоблаговещенке.

## Население
| 1997 | 1998 | 1999 | 2000 | 2001 | 2002 | 2003 |
| ---- | ---- | ---- | ---- | ---- | ---- | ---- |
| 886  | ↗896 | ↗927 | ↗960 | ↗964 | ↘891 | ↘861 |
| 2004 | 2005 | 2006 | 2007 | 2008 | 2009 | 2010 |
| ↘822 | ↘780 | ↘749 | ↘746 | ↘696 | ↘689 | ↘564 |
| 2011 | 2012 | 2013 |      |      |      |      |
| ↘562 | ↘552 | ↘524 |      |      |      |      |

## История
Весной 1954 года в СССР началось освоение целинных и залежных земель, около двух с половиной тысяч новоселов осваивали земли Родинского района. Село Центральное было образовано в 1954 году  как центральная усадьба нового целинного совхоза «Первомайский». Официальный статус село получило в 1959 году.

## Инфраструктура
ООО «Центральное»: занимается растениеводством и иной деятельностью, есть школа и детский сад, ФАП, сельский клуб. Коммунальные услуги предоставляет МУП «Первомайское».